# جورج روجرز هاردينغ
جورج روجرز هاردينغ (بالإنجليزية: George Rogers Harding)‏ هو قاضي أسترالي، ولد في 3 ديسمبر 1838، وتوفي في 31 أغسطس 1895.